# Серраду

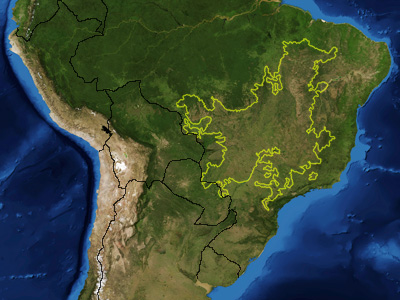
Карта экорегиона Серрадо. Со снимка, сделанного спутником NASA

Серра́ду (порт. Cerrado — «закрытый», «недоступный», «изолированный») или серрадо, иногда в сочетании кампос серрадос (campos cerrados) — «замкнутые поля» — обширный экорегион тропической саванны на территории Бразилии, Боливии и Парагвая. Серраду характеризуется огромным биоразнообразием растительного и животного мира. Согласно Всемирному фонду дикой природы, серраду — самая биологически разнообразная саванна в мире. Общая площадь региона — 1 916 900 км² (размером примерно равен Аляске), занимает 21 % территории Бразилии. Географически и историко-культурно причисляется к более обширной менее освоенной территории континентальной Бразилии — сертан.
Первый подробный отчёт о бразильском серраду был представлен датским ботаником Эугениусом Вармингом (1892) в книге «Лагоа Санта», в которой он описывает основные особенности растительности серраду в штате Минас-Жерайс.
С тех пор огромное количество исследований доказало, что серраду является одним из самых богатых регионов тропических саванн и имеет высокий уровень эндемизма. Биоразнообразие серраду необычайно. Характеризуя его огромным разнообразием растений и животных, Всемирный фонд дикой природы назвал серраду самой богатой с биологической точки зрения саванной в мире, где обитает более 10 000 видов растений и 10 эндемичных видов птиц. В серраду обитает 195 видов млекопитающих, но только 4 являются эндемичными.

## Географический охват
На территории ландшафтов серраду целиком расположены штат Гояс и Федеральный округ вместе со столицей страны — городом Бразилиа. Также серраду занимают большую или значительную часть штатов:
- Мату-Гросу-ду-Сул
- Токантинс

В том числе западные части штатов:
- Минас-Жерайс (северо-западная часть)
- Баия (юго-западная часть)

Части штатов:
- Мараньян (крайний юг)
- Пиауи (крайний юг)

Небольшие участки в штатах:
- Сан-Паулу (на северо-западе штата)
- Парана (на крайнем северо-западе штата, район города Гуаира)

Также участки саванн есть в других государствах: Боливия и Парагвай (департаменты Амамбай, Альто-Парана и Сан-Педро). На севере и северо-западе серраду граничит с джунглями Амазонии, на востоке и юго-востоке со степями Гран-Чако.

## Климат
Климат серраду типичен для влажных саванн с полувлажным тропическим климатом. В серраду наблюдается два ярко выраженных сезона: влажный и сухой. Среднегодовая температура воздуха в серраду составляет от 22 °C до 27 °C, а среднее количество осадков — от 800 до 2000 мм на более чем 90 % территории. В этом экорегионе очень сильный сухой сезон в течение зимы (приблизительно с апреля по сентябрь).

## Флора
Серраду отличается уникальными типами растительности. Само серраду похоже на саванну, на хорошо дренированных участках между полосами галерейного леса, которые расположены вдоль ручьев. Между серраду и галерейным лесом находится зона растительности с чёткими границами подъёма и спуска, где рост деревьев сдерживается из-за сезонных колебаний уровня грунтовых вод. Саванная часть серраду неоднородна с точки зрения растительного покрова. Гудленд (1971) разделил серраду на четыре категории, от наименьшего до наибольшего растительного покрова: campo sujo (травянистый слой с редкими небольшими деревьями около 3 м высотой), campo cerrado (немного более высокая плотность деревьев около 4 м высотой в среднем), cerrado sensu stricto (похожая на фруктовый сад растительность с деревьями высотой около 6 м) и cerradao (полог составляет около 50 % при общей высоте 9 м).
Вероятно, около 800 видов деревьев произрастают в Серрадо. Среди них бобовые (153 вида), мальпигиевые (46 видов), миртовые (43 вида), меластомовые (32 вида) и мареновые (30 видов). На большей части серраду преобладают вошизиевые (23 вида). Травяной покров обычно достигает 60 см в высоту и состоит в основном из злаковых, осоковых, бобовых, астровых, миртовых и мареновых. Большая часть растительности в галерейных лесах похожа на близлежащие тропические леса, однако есть некоторые эндемичные виды, обитающие только в галерейных лесах серраду.
Плодородие почвы, пожарный режим и гидрология считаются наиболее важными для растительности серраду. Почвы серраду всегда хорошо дренированы, и большинство из них представляют собой оксизоли с низким pH и низким содержанием кальция и магния. Было обнаружено, что количество калия, азота и фосфора пропорционально площади стволов деревьев серраду. Как и в других лугах и саваннах, огонь важен для сохранения и формирования ландшафта серраду. Многие растения в серраду приспособлены к огню, имея такие особенности как толстая пробковая кора, способная противостоять жаре.
Считается, что растительность серраду является древней, возможно, в прототипной форме она уходит корнями в меловой период, до разделения Африки и Южной Америки. Динамическое расширение и сокращение различий между серраду и тропическими лесами Амазонки, вероятно, происходило исторически, с расширением серраду в ледниковые периоды в плейстоцене. Эти процессы и результирующая фрагментация множества рефугиумов вероятно способствовали высокому видовому богатству как серраду, так и тропических лесов Амазонки.

## Фауна

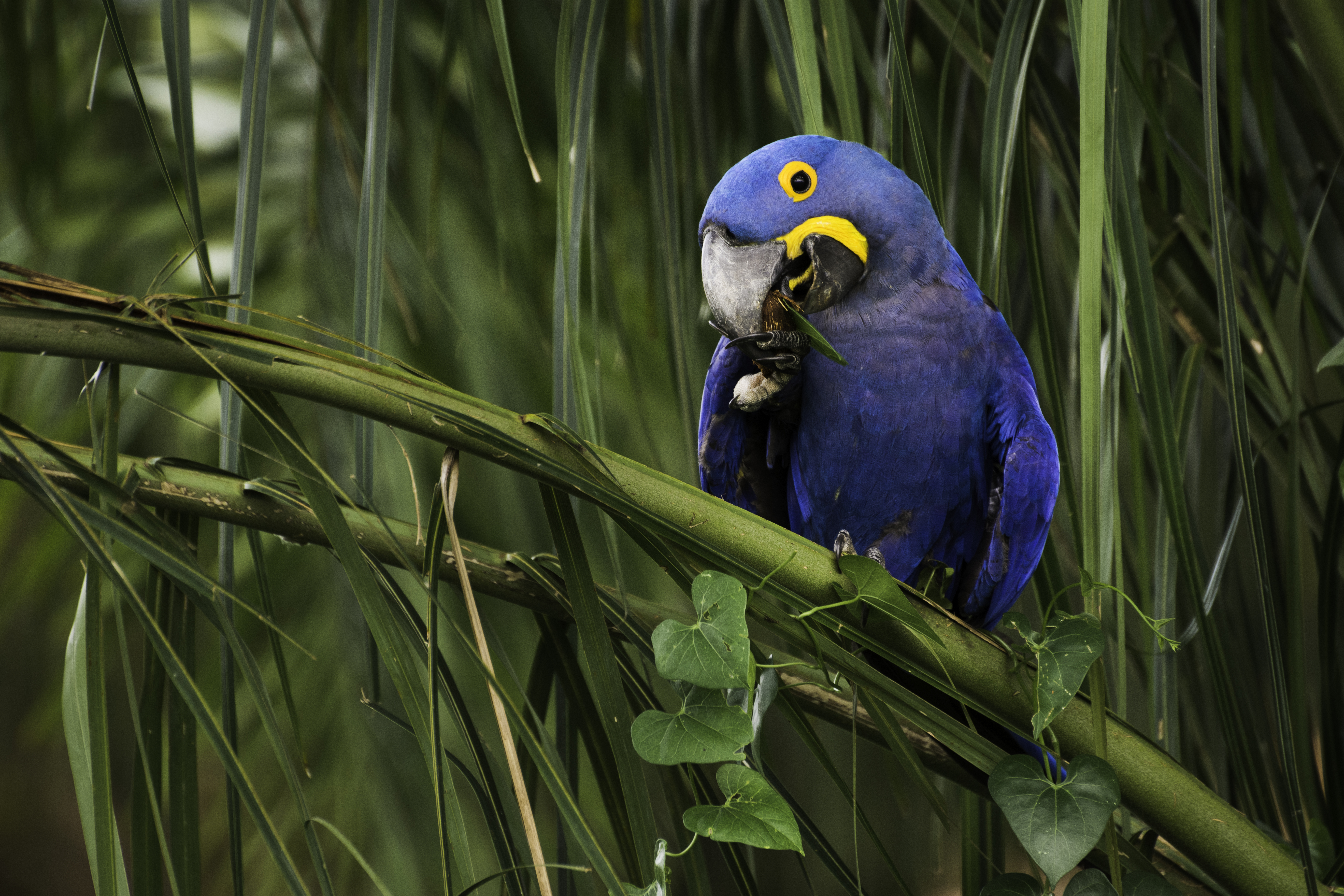
Гиацинтовый ара

Насекомые серраду относительно мало изучены. Исследование, проведённое в течение года в одном заповеднике в Бразилии, показало, что отряды жесткокрылых, перепончатокрылых, двукрылых и термитов составили 89,5 % всех насекомых. В серраду также поддерживается высокая плотность гнёзд муравьев-листорезов (до 4000 на гектар), виды которых также очень разнообразны. Наряду с термитами муравьи-листорезы являются основными травоядными насекомыми серраду и играют важную роль в потреблении и разложении органических веществ, а также являются важным источником пищи для многих других видов животных. Наибольшее разнообразие галлообразующих насекомых в мире также встречается в серраду, при этом наибольшее количество видов (46) встречается на юго-востоке Бразилии.
Серраду отличается большим разнообразием позвоночных животных. Было зарегистрировано 118 видов земноводных, 180 видов рептилий, 837 видов птиц и 195 видов млекопитающих. Разнообразие ящериц в серраду обычно считается относительно низким по сравнению с другими районами, такими как каатинга или равнинные тропические леса, хотя одно исследование обнаружило 57 видов в одном районе серраду, обусловленное наличием открытой среды обитания. Гигантская амейва — одна из крупнейших ящериц, обитающих в серраду, и самый важный хищник из ящериц, обитающих в серраду. В серраду имеется относительно большое разнообразие змей (22—61 вид, в зависимости от местности), из которых самое богатое семейство — ужеобразные. Открытый характер растительности серраду, скорее всего, способствует высокому разнообразию змей. Информация о земноводных серраду крайне ограничена, хотя серраду вероятно имеет уникальное собрание видов, некоторые из которых являются эндемичными для этого региона.
Большинство птиц, обитающих в серрадe, размножаются там же, хотя есть несколько мигрирующих видов (гнездятся в умеренном климате Южной Америки, а зиму проводят в бассейне Амазонки) и неарктических мигрирующих видов (гнездятся в умеренном климате Северной Америки, а зиму проводят в неотропике), которые пролетают через серраду во время миграции. Большинство гнездящихся птиц в серраду обитают в более закрытых местах, таких как галерейные леса, хотя 27 % птиц размножаются только в открытых местах обитания, а 21 % в открытых или закрытых местах обитания. Многие птицы в серраду, особенно те, которые обитают в закрытых лесах, относятся к видам из тропических лесов Атлантики, а также тропических лесов Амазонки. Хохлатый орёл-отшельник, гиацинтовый ара, большой тукан, белошейный ибис, карликовый тинаму и бразильский крохаль — примеры птиц, обитающих в серраду.
Галерейные леса служат основной средой обитания для большинства млекопитающих серраду, поскольку в них больше воды, они защищены от пожаров, охватывающих ландшафт, и имеют более структурированную среду обитания. Одиннадцать видов млекопитающих являются эндемиками Серрадо. Известные виды включают крупных травоядных, таких как равнинный тапир и пампасный олень, и крупных хищников, таких как гривистый волк, пума, ягуар, бразильская выдра, оцелот и ягуарунди. Хотя разнообразие намного ниже, чем в прилегающих районах Амазонки и Атлантического леса, здесь обитают несколько видов обезьян, в том числе чернополосый капуцин, чёрный ревун и черноухая игрунка.

## История и человеческая популяция

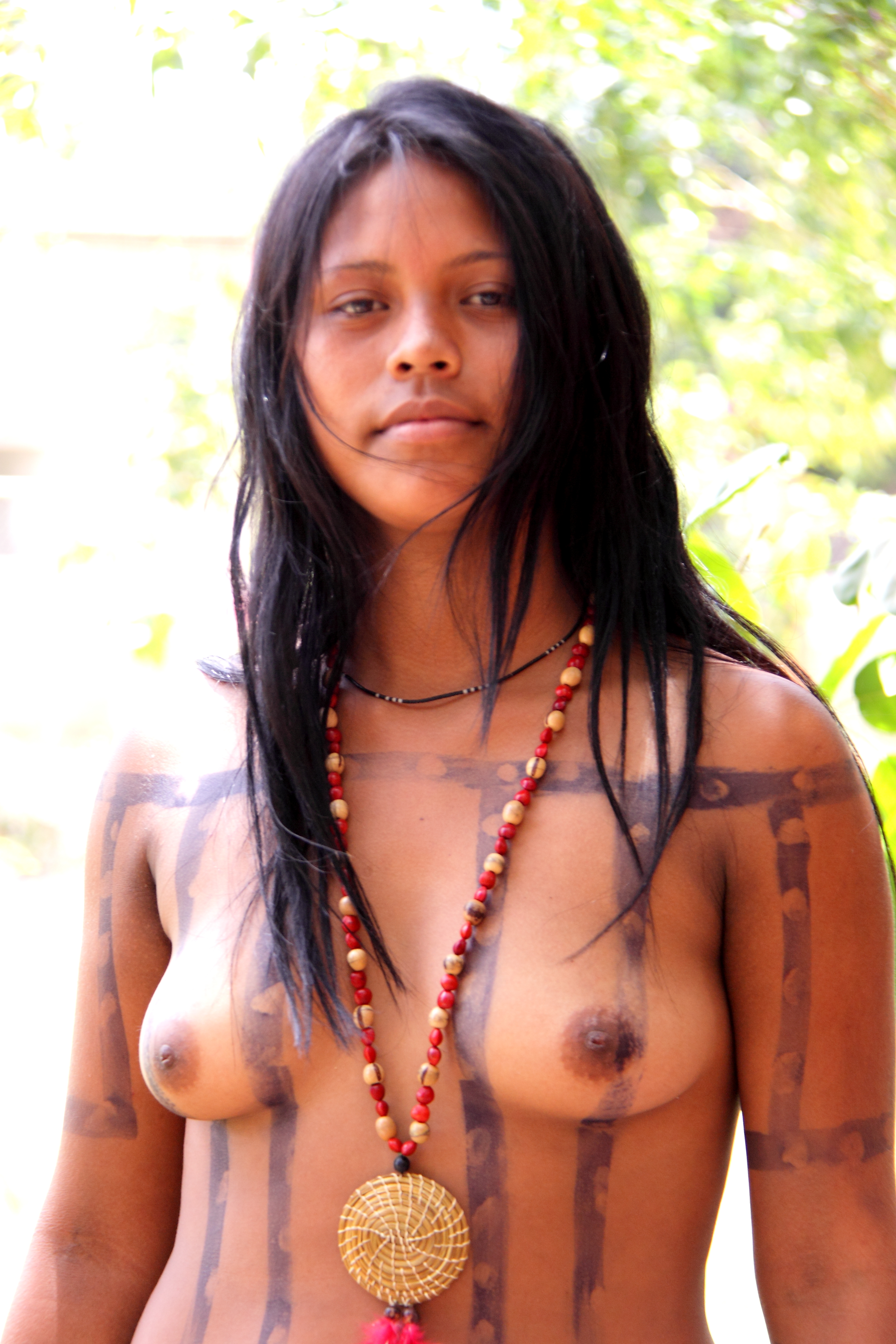
Девушка племени шеренте

Воспользовавшись прорастанием травянистого слоя, возникающим после пожаров в серраду, аборигены этих регионов научились использовать огонь как инструмент, для увеличения корма для своих домашних животных. Первые коренные народы этих мест — шаванте, каража, каноэйру, крахо, шеренте, шакриаба. Многие группы коренных народов были кочевниками, занимались собирательством и охотой, перемещаясь по серраду. Другие занимались передвижным подсечно-огневым земледелием. Смешение различных коренных племён сформировало разнообразное местное население, которое в значительной степени полагается на ресурсы окружающей среды.
До середины 1960-х годов сельскохозяйственная деятельность в серраду была очень ограниченной и была направлена в основном на экстенсивное производство мяса для местного рынка, поскольку почвы серраду бедны для сельскохозяйственного производства. Однако после этого периода промышленное развитие Юго-Восточного региона Бразилии вынудило сельское хозяйство переместиться в Центрально-Западный регион. Перенос столицы страны в Бразилиа стал ещё одним направлением привлечения населения в центральный регион. С 1975 года до начала 1980-х годов было запущено множество правительственных программ с целью стимулирования развития региона серраду за счёт субсидий для сельского хозяйства. В результате значительно увеличилось производство сельскохозяйственной продукции и животноводства.
С другой стороны, урбанизация и быстрое развитие сельскохозяйственной деятельности в регионе привели к быстрому сокращению биоразнообразия экосистем, а численность населения в регионе серраду более чем удвоилась с 1970 года по 2010 год, увеличившись с 35,8 миллионов до 76 миллионов человек.

## Сельское хозяйство
Использование серраду для сельского хозяйства считалось сложной задачей, пока исследователи из бразильского агентства сельскохозяйственных и животноводческих исследований Embrapa не обнаружили, что его можно сделать пригодным для технических культур, удобрив почву фосфором и известью. В конце 1990-х годов на бразильские поля ежегодно выливалось от 14 до 16 миллионов тонн извести. В 2003 и 2004 годах это количество выросло до 25 миллионов тонн, что составляет около пяти тонн извести на гектар. Эти манипуляции с почвой позволили промышленному сельскому хозяйству экспоненциально вырасти в этом районе. Исследователи также вывели тропические сорта сои, которая до этого была культурой умеренного климата, и в настоящее время Бразилия является основным экспортёром соевых бобов в мире из-за бума производства кормов для животных, вызванного глобальным ростом спроса на мясо.
В наше время регион серраду обеспечивает более 70 % производства мясного скота в стране, являясь также крупным центром производства зерна, в основном сои, бобов, кукурузы и риса. Большие площади серраду также используются для производства целлюлозной массы для бумажной промышленности с выращиванием нескольких видов эвкалипта и сосны, но в качестве второстепенной деятельности. Кофе, произведённый в серраду, в настоящее время является основной статьей экспорта.

## Производство древесного угля
Производство древесного угля для сталелитейной промышленности Бразилии занимает второе место после сельского хозяйства в серраду. На самом деле они довольно сильно связаны. При расчистке земли для сельского хозяйства, стволы и корни деревьев часто используются для производства древесного угля. Бразильская сталелитейная промышленность традиционно всегда использовала стволы и корни деревьев из серраду для производства древесного угля, но теперь, когда сталелитейные заводы в штате Минас-Жерайс стали крупнейшими в мире, это привело к гораздо более высоким потерям в серраду. Однако в последнее время, благодаря усилиям по сохранению растительности в серраду, теперь сталелитейные заводы получают древесный уголь с плантаций эвкалипта.

## Реки
Биом серраду имеет стратегическое значение для водных ресурсов Бразилии. Биом включает верховья и большую часть водосборов Южной Америки (бассейны рек Парана, Арагуайя и Сан-Франсиску) и верхние водосборы крупных притоков Амазонки, таких как Тапажос и Шингу. С 1980-х годов бассейны рек серраду сильно пострадали от вырубки лесов, расширения границ сельскохозяйственных угодий и разведения крупного рогатого скота, строительства плотин и забора воды для орошения.

## Сохранение
Серраду — второй по величине биом в Южной Америке и самая биоразнообразная саванна в мире. Однако, Конституция Бразилии не признает его национальным достоянием. Он также является домом для водоносного горизонта Гуарани, хранит крупнейшие подземные резервуары пресной воды в Южной Америке и снабжает водой треть реки Амазонки и бассейны крупнейших рек на континенте. Бразильские земледельцы и министры считают, что серраду не имеет природоохранной ценности, а правительство защитило лишь 1,5 % биома серраду в федеральных заповедниках. К 1994 году приблизительно 695 000 км² серраду (что составляет 35 % его площади) было преобразовано в «антропный ландшафт». В общей сложности 37,3 % площади серраду уже полностью переоборудовано для использования людьми, а еще 41,4 % используется для пастбищ и производства древесного угля. Галерейные леса в регионе пострадали в наибольшей степени. По оценкам, сегодня нетронутыми остались только около 432 814 км², или 21,3 % первоначальной растительности.
В течение последних 25 лет этому биому все больше угрожает промышленное выращивание монокультур, особенно соевых бобов, нерегулируемое расширение промышленного сельского хозяйства, сжигание растительности для угля и строительство дамб для обеспечения орошения. Всё это вызывает критику и было определено как потенциальные угрозы для нескольких бразильских рек. Это промышленное сельское хозяйство в серраду с расчисткой земли для плантаций эвкалипта и сои настолько выросло из-за различных форм субсидий, включая очень щедрые налоговые льготы и ссуды под низкие проценты, что привело к созданию огромного числа высокомеханизированных капиталовложений в интенсивную систему сельского хозяйства. В Бразилии также существует сильное лобби агробизнеса, и, в частности, на производство соевых бобов в серраду влияют крупные корпорации, такие как «ADM», «Cargill» и «Bunge», последние две напрямую связаны с массовой вырубкой лесов в этом биоме.
Одна из проблем, связанных с расширением этого заповедника, заключается в том, что необходимо провести исследование, чтобы уточнить местоположение, потому что биом серраду очень неоднороден с точки зрения флористики и представляет собой биологическую мозаику. Команды из Университета Бразилиа и Королевского ботанического сада Эдинбурга уже несколько лет сотрудничают в этом проекте, финансируемом фондами Бразилии, Европейского сообщества и Великобритании. Проект недавно был расширен до крупной англо-бразильской инициативы «Сохранение и управление биоразнообразием биома серраду» при финансовой поддержке Администрации зарубежного развития Великобритании. Его цель — изучить флористические образцы растительности серраду и выявить районы и «горячие точки» биоразнообразия.